# سالی سار
سالی سار (انگلیسی: Sally Sarr؛ زادهٔ ۶ مهٔ ۱۹۸۶) بازیکن فوتبال اهل فرانسه است.
از باشگاه‌هایی که در آن بازی کرده‌است می‌توان به باشگاه فوتبال لو آور و باشگاه فوتبال لوتسرن اشاره کرد.
وی همچنین در تیم ملی فوتبال موریتانی بازی کرده‌است.